# مريم شديد
مريم شديد ( من مواليد 11 أكتوبر 1969 في الدار البيضاء) هي عالمة فلك ومستكشفة وعالمة فيزياء فلكية مغربية-فرنسية. تقود البرامج العلمية القطبية الدولية لتركيب مرصد فلكي كبير في قلب القارة القطبية الجنوبية. تعتبر مريم شديد أول عالمة أنثى تصل إلى القطب الجنوبي.
اختيرت سنة 2008 ضمن قائمة «دافوس» للقادة الشباب الأبرز في العالم 

## حياتها
ولدت مريم شديد في 11 أكتوبر 1969 بالدار البيضاء لعائلة مغربية. كان والد شديد يعمل حدادًا، بينما كانت والدتها ربة منزل وهي واحدة من سبعة أشقاء. عندما كانت في الثانية عشرة من عمرها، اكتشفت حبها لعلم الفلك من خلال كتاب يوهانس كيبلر الذي أهداهه إياها شقيقها. وفي عام 1992، تخرجت من جامعة الحسن الثاني بالدار البيضاء بدرجة الماجستير في الفيزياء والرياضيات وفي عام 1993 تخرجت من جامعة نيس صوفيا أنتيبوليس بدرجة الماجستير في الدراسات المتقدمة وبعد ثلاث سنوات حصلت على درجة الدكتوراه في علم الفلك والفضاء من جامعة بول ساباتير عن بحثها في الكشف عن موجات الصدمة التي تفوق سرعتها سرعة الصوت في النجوم النابضة وشرح أصلها. كما حصلت على أعلى درجة تأهيل جامعي (Habilitation HDR)، ودكتوراه ثانية من جامعة نيس صوفيا-أنتيبوليس. أكملت شديد العديد من برامج التعليم التنفيذي في كلية جون إف كينيدي للإدارة الحكومية بجامعة هارفارد أيضًا.

## الصعيد المهني
انضمّت مريم شديد إلى المركز الوطني الفرنسي للبحث العلمي (وهو أكبر منظمة أبحاث حكومية في فرنسا، وأكبر وكالة أبحاث علوم أساسية في أوروبا)، ثم انضمّت إلى المرصد الأوروبي الجنوبي بعد فترة قصيرة من حصولها على شهادة الدكتوراه. عملت شديد على تأسيس المقراب العظيم -أكبر تلسكوب في العالم في ذلك الوقت- في صحراء أتاكاما في شمال تشيلي. عملت شديد في نظام الجامعات الحكومية الفرنسية كعالمة فلك، وهي كذلك عضو في اللجنة التوجيهية للاتحاد الفلكي الدولي.
أصبحت مريم شديد أول شخص مغربي وأول فلكية فرنسية أنثى تصل إلى قلب القارة القطبية الجنوبية، وأول من يزرع علم عربي (العلم المغربي) في القارة القطبية الجنوبية في عام 2005 عندما قامت بأول بعثة استكشافية قطبية لها لإنشاء مرصد جديد. كان أكبر إنجازاتها -من بين إنجازاتها العديدة- هو عملها في ظل الظروف القاسية لقلب القارة القطبية الجنوبية -أحد أصعب الأماكن في الوصول إليه، أعلاها، وأكثرها برودةً في العالم. تعتبر شديد أول عالم فلكي في العالم معني بتركيب المرصد الفلكي الكبير في القطب الجنوبي حيث قامت بعمل رائد ومهم. قارنت في المقابلات تركيب المرصد بمهمة فضائية، وهي منطقة تتميز فقط بطبقة رقيقة من الجريان المضطرب، مما يسهل مراقبة الأجسام البعيدة عن المراصد في أجزاء أخرى من العالم. مع استمرار الليل لعدة أشهر من السنة، يتمتع الباحثون في محطات أنتاركتيكا بميزة القدرة على دراسة النجوم على مدار الساعة طوال أيام الأسبوع.
تروج مريم شديد للتعليم من خلال إلقاء المحاضرات، وحضور المؤتمرات، والإشراف على الطلاب، وفيلمها الوثائقي عن الفلك «طريق النجاح» الذي عُرِض على قناة الجزيرة للأطفال. يهدف بحثها المنشور إلى فهم وفك تكوين النجوم المبكرة والتطور والنبضان النجمي في سبيل فهم الكون.
أدرجت مجلة فوربس مريم شديد باعتبارها أحد العاملين الثلاثة الأكثر إثارةً للاهتمام في العالم.

## مقولات مريم شديد
تقول مريم شديد عن حبها للنجوم “كنت أذهب إلى سطح المنزل وأكلم النجوم إنه حب كبير كان بيني وبين السماء وما زال”.
ودائماً كانت تحرص على مصاحبة الكتاب لكل البرامج اعتراف بالجميل والحب والشغف بالكتاب، وبمن أهداه لها، في علم الفلك، وكأنه أهداها حينها الحياة، فقد تنفست مريم شديد حب علم الفلك، حتى كرست حياتها كلها له، كما إنها تقول أن الكتاب غني جداً بالمعلومات عن الفلك والفضاء، وإنه كان البوابة للعبور إلى سماء النجوم، وتستطرد كلامها بأنها تظن إنها خلقت عالمة فلكية.
وأتضح أكثر حبها للفلك حين سألها عالم في وكالة ناسا، هل لو أقترح عليها السفر إلى المريخ في مهمة علمية استكشافية، فجاءت إجابتها دون تردد، بانها لا شك توافق على الفور، وإنها مستعدة لجميع المغامرات، ما دامت في خدمة العلم، فمريم شديد توجد كما ذكرنا أينما وجدت النجوم.

## الحياة الشخصية
تزوّجت مريم من جان فيرنين، وهو مدير أبحاث المركز الوطني للبحوث العلمية في 31 آذار/ مارس من عام 2001، ولديهما طفلان هما ليلى فيرنين وفيليكس تايكو فيرنين.

## جوائز
- جائزة المرأة العربية في العلوم من جامعة ريجنت في لندن لعام (2015) (أول مجموعة يُعتَرَف بها).[9]
- حائزة على وسام علوي من قبل الملك المغربي.[11]
- القادة العالميون الشباب من المنتدى الاقتصادي العالمي (2008).[9]

## وصلات خارجية
- مريم شديد.. الخبرة والدراسة في علم الفلك، الجزء الأول، 22 يونيو 2007.
- مريم شديد.. الخبرة والدراسة في علم الفلك، الجزء الثاني، 29 يونيو 2007.